# Наксалбари
Наксалбари (англ. Naxalbari) — посёлок в индийском штате Западная Бенгалия, расположен в округе Дарджилинг. В деревне установлены бюсты Ленина, Сталина и Мао Цзэдуна.

## Географическое положение
Город расположен на границе с Непалом. Высота центра НП составляет 152 метра над уровнем моря.

## История
В 1967 году началось восстание жителей деревни Наксалбари, поддержанное левым крылом Коммунистической партии Индии (марксистской) во главе с Чару Мазумдаром и Кану Саньялом.